# Атриовентрикулярная проводимость
Атриовентрикулярная проводимость (от лат. atrium — предсердие и ventriculus — желудочек, син. предсердно-желудочковая проводимость) — время, за которое электрический импульс, выработанный синоатриальным узлом, по проводящей системе сердца достигает рабочего миокарда желудочков.

## Анатомия атриовентрикулярной проводимости

Электрофизиология атриовентрикулярной проводимости

Зародившись в синоатриальном (синусно-предсердном) узле, импульс как по трём пучкам: Бахмана, Венкебаха и Тореля, так и диффузно по миокарду предсердий достигает атрио-вентрикулярного узла. Здесь происходит так называемая атриовентрикулярная задержка. Клетки этого узла имеют относительно невысокую скорость проведения импульса. Задержка необходима для того, чтобы предсердия успели сократиться и выбросить кровь в желудочки. Далее импульс устремляется в общий ствол пучка Гиса, затем в правую и левую ножки пучка Гиса и через проводящие волокна Пуркинье достигает рабочего миокарда желудочков, приводя к систоле желудочков и выбросу крови в аорту и ствол легочной артерии. На электрокардиограмме атриовентрикулярная проводимость соответствует интервалу P-Q(R). Длительность интервала P-Q(R) в норме составляет в среднем 0,12 сек.

## Нарушения атриовентрикулярной проводимости
Могут проявляться как её укорочением, так и затруднением.
Укорочение атриовентрикулярной проводимости (отсутствие атриовентрикулярной задержки) приводит к практически одновременному сокращению желудочков и предсердий, в результате чего, предсердия не успевают полностью сократиться и выбросить кровь в желудочки. Наблюдается при врождённых заболеваниях: синдроме Вольфа-Паркинсона-Уайта и синдроме Клерка-Леви-Кристеско. При обоих синдромах имеются дополнительные пучки быстрого проведения между предсердиями и желудочками. При синдроме Вольфа-Паркинсона-Уайта дополнительные пучки Кента расположены вокруг фиброзных колец предсердно-желудочковых клапанов. Синдром Клерка-Леви-Кристеско характеризуется наличием дополнительного быстропроводящего пучка Джеймса между миокардом предсердий и стволом пучка Гиса.
Функциональное укорочение атриовентрикулярной проводимости возможно при стрессе, физической нагрузке и применении препаратов, возбуждающх β-адренорецепторы. См. также Бета-адреномиметики.
Затруднение атриовентрикулярной проводимости (атриовентрикулярная (АВ) блокада) может быть как функциональной, так и быть симптомом многих органических заболеваний сердца.
Функциональное замедление атриовентрикулярного проведения (АВ блокада 1 степени) нередко наблюдается у спортсменов с выраженной ваготонией. Интрервал P-Q(R) в этом случае может достигать 0,2 сек, но блокады с прерыванием проводимости импульса из предсердий в желудочки (АВ блокада 2 и 3 степени) при этом никогда не наблюдается. При выраженной ваготонии, связанной с повышением восходящей афферентации от внутренних органов (операции на органах брюшной полости с ненадлежащим уровнем обезболивания и применения М-холиноблокаторов, удар в солнечное сплетение) или применения антихолинестеразных средств, М-холиномиметиков, сердечных гликозидов и др. возможно ухудшение проводимости вплоть до полной атриовентикулярной блокады (АВ блокада 3 степени). Функциональная атриовентрикулярная блокада наблюдается также при применении β-блокаторов, антиаритмических препаратов и при нижнем (заднедиафрагмальном) инфаркте миокарда. Атриовентрикулярная блокада 2 и 3 степени может приводить к обморокам (Синдром Морганьи-Эдамса-Стокса), так как из-за редкого ритма сердечных сокращений мозг испытывает дефицит кислорода.
Органическое затруднение атриовентрикулярной проводимости наблюдается при инфаркте миокарда (особенно переднем), миокардитах, болезни Ленегра (склероз проводящей системы сердца), после операций на сердце.

## Лечение нарушений атриовентрикулярной проводимости
Подходы к терапии нарушений атриовентрикулярной проводимости зависят от основного заболевания.
Укорочение проводимости, если оно не приводит к возникновению тяжелых аритмий, обычно лечения не требует. Но если состояние сопровождается частой экстрасистолией или рецидивирующей пароксизмальной тахикардией, то наиболее эффективным является оперативное лечение (например, деструкция дополнительного пучка Кента при синдроме Вольфа-Паркинсона-Уайта). Антиаритмические препараты применяются в качестве паллиативного лечения. Нежелательно использовать при синдромах Вольфа-Паркинсона-Уайта и Клерка-Леви-Кристеско антиаритмические препаратов IV группы (блокаторы кальциевых каналов: верапамил, дилтиазем и др.), так как они значительно замедляют узловую проводимость, не влияя на проводимость дополнительных пучков. Это может спровоцировать возникновение re-entry аритмий: экстрасистолии и пароксизмальной тахикардии.
Лечение замедлений атриовентрикулярной проводимости зависит от её этиологии. Физиологическое удлинение интервала P-Q(R) лечения не требует. При прогрессирующей атриовентрикулярной блокаде, связанной с наличием органического заболевания сердца (ишемическая болезнь сердца, инфаркт миокарда, миокардит, болезнь Ленегра и др.) показана имплантация кардиостимулятора